# 대리 운전자

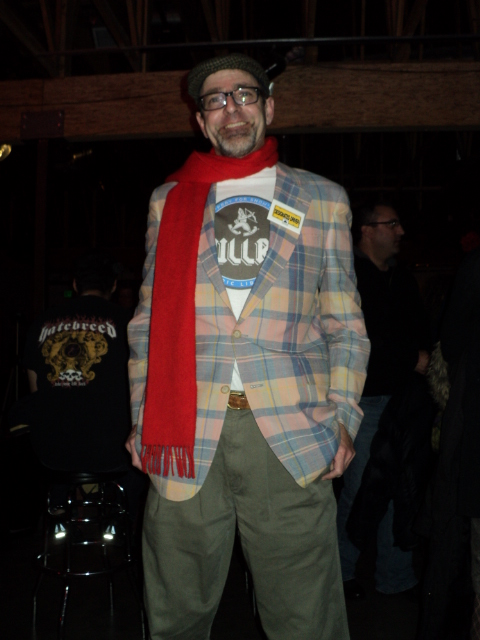
2011년 새해 전날의 지명 운전자

대리 운전자, 지명 운전자, 지정 운정자(Designated driver, DD)는 다른 사람들이 술을 마시는 것이 허용되는 동안 술에 취하지 않은 사람을 차량의 책임 운전자로 선택하는 것을 의미한다.
따라서 실제적이고 윤리적인 문제로서 지정 운전자는 술에 취한 상태에서 운전하는 대신 동반자를 집으로 안전하게 데려다 주기 위해 어떤 경우에는 술을 금하는 사람이다. 이러한 조치를 장려하기 위해 일부 바, 레스토랑 및 나이트클럽 소유주는 지정된 운전자에게 무료 또는 할인된 가격의 청량음료를 제공한다.

## 역사
대리운전 개념은 1920년대부터 수십 년에 걸쳐 스칸디나비아에서 개발되었으며, 1980년대에 공식화된 대리운전 프로그램으로 이어졌다. 이 프로그램은 1986년 히람 워커 앤 선즈(Hiram Walker and Sons)에 의해 "캐나다 클럽 지정 운전자 프로그램"으로 캐나다에 도입되었다. 이 프로그램은 경찰, 음주 운전 반대 어머니 모임, 호텔 업계 및 일반 대중의 적극적인 지지를 받았다. 비방하는 사람은 거의 없었다. 이 프로그램은 히람 워커의 도그 영(Doug Young) 사장과 데이비드 버틀러(David Butler)가 이끄는 회사의 홍보 대행사인 마셜 펜 리미티드(Marshall Fenn Limited)에 의해 크게 홍보되었다. 이 개념은 1986년에 캐나다, 미국 및 기타 여러 국가를 휩쓸었다.
빌 클린턴 대통령은 재임 기간 내내 대리운전 캠페인에 참여해 하버드 알코올 프로젝트의 요청으로 매년 공익 광고를 녹화했다. 다양한 개인과 단체의 지지를 받아 대리운전은 전국적인 운동이 되었고, '대리운전자'라는 말이 일반화되었다. 이 계획이 시작된 이후 지정 운전 관행이 증가했음을 나타내는 여러 여론 조사에 따르면, 이 캠페인은 1988년부터 1994년 사이에 음주 관련 교통사고 사망자 감소에 기여한 요인으로 평가된다.
2005년부터 주류 회사인 디아지오는 음주 운전을 막기 위해 브라질에서 비슷한 개념을 사용해 왔다. 필로토 다 베스(Piloto da Vez, 시간의 조종사)라고 불리는 이 캠페인은 맥라렌의 후원으로 탄생했다. 후안 파블로 몬토야, 미카 하키넨, 루이스 해밀턴이 캠페인에 참여했다.

## 장애물
대리운전이 인기가 많지만 단체에서는 제대로 활용하지 못하는 경우가 많다. 종종 이러한 그룹은 여행 준비를 하기 전에 운전자를 지정하고 별도의 차량으로 도착하지 못하는 경우가 있다. 그룹이 차량을 공유하더라도 지정된 운전자가 항상 술에 취하지 않는 것은 아니다. 운전자의 금욕이나 소비 제한을 요구하지 않는 것도 또 다른 문제이다. 티후아나/샌디에고 국경에서 실시된 한 연구에 따르면 음주 의도가 있는 그룹에게 바 구역에 들어가기 전에 지정된 운전자를 식별하도록 요청한 결과, 운전자는 나중에 대조군에 비해 상당히 낮은 BAC를 가지고 돌아왔다.

## 옹호 단체
콜로라도주 포트콜린스에 있는 콜로라도 주립대학교의 램라이드(RamRide), 텍사스주 칼리지스테이션에 있는 텍사스 A&M 대학교의 카풀(CARPOOL), 웨스턴 미시간 대학교의 드라이브 세이프 칼라마주(Drive Safe Kalamazoo), 미시시피주 걸프포트에 있는 걸프포트 고등학교(Gulfport High School)의 비지(BUSY)와 같은 다양한 대학 및 고등학교 조직 주말 밤에 동료 학생들에게 집까지 무료로 태워다 주겠다고 제안한다.

## 사업

### 미국
음주 및 운전 문제를 해결하기 위해 미국 전역에 수많은 기업이 생겨났다. 일부 사람들은 자동차, 접이식 스쿠터, 접이식 자전거 등 세 가지 방법 중 하나를 사용하여 승객으로 운전자를 집으로 데려간다. 이것은 반드시 진정한 지정 운전자 프로그램이 아니라 안전한 승차 프로그램이다. 왜냐하면 음주 운전자는 자연 음주 그룹 내에서 지정되지 않기 때문이다. 데지그네이티드 드라이버스(Designated Drivers, Inc)는 1998년에 설립되었으며 이후 네바다주 라스베가스에 본사를 두고 있다. 이 회사는 두 사람으로 구성된 팀을 사용했다. 한 사람은 장애인을 자신의 차량으로 운전하고 다른 한 사람은 뒤따르는 운전자로 역할을 했다. 더 피어 케어스(The Pear Cares)라고도 알려진 피츠버그의 피어 트랜스포테이션 컴퍼니(Pear Transportation Company)도 2인 팀 접근 방식을 사용하는 것으로 잘 알려져 있다. 이전에 BeMyDD로 알려졌던 Dryver는 이벤트를 위한 지정 운전자 서비스, 집에 갈 수 없을 정도로 몸이 불편한 운전자를 위한 차량 픽업, 저녁 외출을 위한 개인 운전자 서비스를 제공함으로써 스스로를 확립했다. 나이트라이더스(NightRiders, Incorporated)는 미국에서 접이식 전동 스쿠터를 사용한 최초의 회사이다. 운전자는 고객의 트렁크(또는 트럭)에 스쿠터를 실어 자신의 차량을 이용해 고객을 집까지 데려다주었다. 고객의 목적지에 도착하면 기사님이 차량을 주차하고 요금을 징수한 후 차량에서 스쿠터를 조립하고 다음 고객을 향해 출발했다. 웹사이트에 따르면 이 회사는 현재 폐업했다고 한다. 징고 트랜스포테이션(Zingo Transportation)은 2005년부터 미국 남부 도시에서 이러한 서비스를 운영해 왔다.

### 대한민국
대한민국의 대리운전 서비스는 널리 보급되어 있으며 특히 서울과 부산과 같은 주요 도시에서 수요가 높다. 지정 운전자 콜센터는 운전자를 요청할 수 있는 모바일 앱을 제공하는 일부 공급업체와 함께 중앙 파견으로 운영된다. 운전기사가 고객의 차량 위치에 도착하여 유료로 요청한 위치까지 운전해 준다. 한국서비스운전협회에 따르면 전국적으로 하루 10만여 명의 대체기사가 70만명의 고객을 상대하고 있다(2007년 기준).

### 호주
호주의 대리운전 서비스는 많은 수도와 지방 도시에 존재한다. 이 서비스는 규제가 심하고 신뢰할 수 없는 택시 서비스로 인해 수요가 높다.

### 뉴질랜드
2017년 코카콜라는 사람들에게 무료 코카콜라를 제공하여 음주 운전을 장려하는 프로모션을 발표했다.

### 캐나다

#### 온타리오주
캐나다는 1996년 온타리오에서 민간 기업이 대리운전 서비스를 제공해온 오랜 역사를 가지고 있다. 온타리오 중부 최대 규모의 대리운전 서비스 중 하나인 CABn aHALF는 수년 동안 수천 명의 고객을 집으로 데려다 주었다. 지난 5~6년 동안 배리 DD 서비스(Barrie DD Service)와 같은 회사가 기술과 전문성을 업계에 도입하면서 수많은 지정 운전 서비스가 주 전역에 생겨났다.

#### 브리티시컬럼비아주
기원전 대리운전 서비스라는 거대한 시장이 있고 매달 새로운 서비스가 생겨나고 있다. 주 전역의 회사들은 일주일 내내 일하며 술에 취한 사람들을 자신의 차량으로 집까지 데려다주고 유료 요금을 받는다. 고객 서비스를 기대한다면 그것은 목표가 아니다. DD산업은 일반적인 여행수단은 아니지만 라이프라인 서비스인 지정운전 서비스가 필요한 이유는 매년 평균 68명이 음주운전으로 인한 사고로 사망하기 때문이다. 이것이 바로 ICBC가 활동에 음주가 포함된 경우 집으로 안전하게 이동할 수 있도록 미리 계획을 세울 것을 제안하는 이유이다.

### 중국
중국에서는 E다이지아(E-Daijia), 디디다이지아(Didi Daijia)와 같은 다이지아(代驾) 앱을 통해 고객이 운전자를 고용하여 고객의 차량으로 집까지 데려다줄 수 있다. 이 서비스의 인기는 높은 인구 밀도와 저렴한 비용으로 인해 발생한다. 술을 마셨거나, 운전에 집중하지 않고 길에서 일을 하고 싶은 고객이 이용하는 서비스이다. 운전자는 전기자전거를 차량 트렁크에 싣고 고객과 차량을 내려준 뒤 타고 이동한다.
홍콩 지정 운전자 제한(HKDD) 또는 이지드라이브(easydrive)는 개인이 자신의 차량으로 안전하게 집에 돌아갈 수 있도록 도와준다. HKDD는 사용자에게 안드로이드 및 iOS 모바일 앱을 제공한다.

## 파트너십
일부 대리운전 서비스는 음주 측정기 제조업체/유통업체 간에 특별한 유대 관계를 형성했다. 이들은 특별 허가 이벤트 기간 동안 판매 시점에 서비스를 결합하여 운영한다. 이러한 이벤트로는 Rockin' River Music Festival(2013)과 Gone Country: Here for the Cure(2013)가 있다. 이 방식은 손님에게 운전이 합법인지 여부를 알려주고 음주 운전에 관한 현지 법률을 교육함으로써 음주 운전과 관련된 발생 가능성을 줄이는 것으로 나타났다. 술에 취한 모든 사람은 대기 중인 운전자에게 연결되어 자신의 차량으로 안전하게 집으로 데려갈 수 있다. 현재 캐나다에서는 CBAC(Canadian Breath Analyzer) 단 한 회사만이 현지 면허를 취득한 대리운전 서비스를 운영하고 있다.

## 같이 보기
- 음주 운전